# 上海崇明体育训练基地
上海崇明体育训练基地是位於中華人民共和國上海市崇明区陈家镇的競技體育訓練基地，也是上海市竞技体育训练管理中心和上海市体育训练基地管理中心的所在地。占地面积558970平方米，建筑面积191091平方米。基地內有14个运动项目的场馆和场地以及能容納2100人的宿舍。該基地於2015年10月12日開工，2019年3月29日启用。2021年5月18日，田径项目上海崇明国际训练基地落戶上海崇明体育训练基地。